# Joaquin Montero
Pour les articles homonymes, voir Montero (homonymie).
Joaquin Montero (c. 1740–c. 1815) est un compositeur et organiste espagnol actif entre 1764 et 1815.

## Biographie
Joaquin Montero est organiste de l’église San Pedro et Real de Séville. Un manuscrit des Archivo Histórico Nacional (M2810), montre que Montero est actif dès 1764. Le manuscrit, publié par Antonio Ruiz-Pipó (Madrid 1973) contient certaines des œuvres pour clavier les plus anciennes d'Espagne, notamment dix menuets. Ses six sonates, opus 1 sont parmi ses meilleures œuvres. Presque toutes les sonates sont conçues sur le mode allegro de sonate, dont beaucoup avec une basse d'Alberti ou autres modèles semblables.

## Œuvres
- Compéndio armónico (Madrid 1790)
- Seis sonatas para clave y fuerte piano, op.1 (Madrid 1790)
- sonates et menuets, pour clavecin (1796)
- Tratado teórico-práctico sobre el contrapunto (1815)

## Discographie
- Complete piano works. Pedro Piquero, piano (2016, NIBIUS 115).
- Sonatas y minuetes para tecla : Sonate I en la majeur, Sonate II en fa mineur ; Sonate III en ré majeur, Sonate IV en si mineur ; dix menuets - Antonio Ruiz-Pipó, piano (1985, Etnos 02-A-XXXI) (OCLC 630309470) — premier enregistrement mondial
- En 2016, le documentaire Silente, du réalisateur espagnol Rubén García, est sorti sur la vie et l'œuvre du compositeur[2].